# نورمان بريدويل
نورمان بريدويل (بالإنجليزية: Norman Bridwell)‏ هو مؤلف ورسام توضيحي أمريكي، ولد في 15 فبراير 1928 في كوكومو في الولايات المتحدة، وتوفي في 12 ديسمبر 2014 في أوك بلوفس في الولايات المتحدة بسبب قصور القلب.

## وصلات خارجية
- نورمان بريدويل على موقع IMDb (الإنجليزية)
- نورمان بريدويل على موقع قاعدة بيانات الفيلم (الإنجليزية)